# 이조 춘화도
이조 춘화도(李朝 春花圖)는 한국에서 제작된 박호태 감독의 1988년 영화이다. 문태선 등이 주연으로 출연하였고 배선환 등이 제작에 참여하였다.

## 출연

### 주연
- 문태선
- 선우일란

### 조연
- 장철

## 기타
- 원작자: 어윤청
- 조명: 장기종